# Egyházasgerge
Egyházasgerge è un comune dell'Ungheria di 850 abitanti (dati 2001). È situato nella contea di Nógrád.